# Gil Eanes
Gil Eanes (régebbi portugál írásmóddal Eannes) portugál tengerész, felfedező. 1434-ben ő haladt túl először Nyugat-Afrikában a Bojador-fokon, megnyitva ezzel az afrikai partvonal felfedezésének lehetőségét.

## Élete
Gil Eanes életéről csak nagyon keveset tudunk. Portugália déli részén, az algarvei Lagos városában született, innen indította expedícióit is. A portugál felfedezések elindítójának és szervezőjének, Tengerész Henriknek volt a fegyvernöke, aki 1433-ban egy kis egyárbócos hajót bízott rá, hogy próbálja meg megkerülni vele a Bojador-fokot. A fok akkor az ismert világ déli határának számított és a sziklazátonyok és homokpadok miatt hírhedten nehezen hajózható környék volt. Tengerész Henrik 1424 és 1433 között 15 expedíciót küldött a megkerülésére, de egyik sem járt sikerrel.

## A Bojador-fok megkerülése
Gil Eanes Lagosból indult útnak, a rossz időjárás miatt sokat bolyongott, végül a Kanári-szigeteken szállt partra, ahol elfogott néhány békés bennszülöttet és hazavitte őket Portugáliába. Henrik hűvösen fogadta visszatértét, mire Eanes, hogy visszanyerje hűbérura jóindulatát, újabb expedícióra indult. A Bojador-fok közelében messze kihajózott az óceánra és egynapi vitorlázás után visszatért a part közelébe, így sikerült megkerülnie a fokot. Ezután visszatért Sagresbe Henrikhez és jelentette, hogy a korábbi félelmekkel ellentétben a tenger délen is hajózható és a hőmérséklet sem kibírhatatlan. Állításai megerősítésére a partról származó növényeket is mutatott. Miután az délre vezető út megnyílt, lehetővé vált Nyugat-Afrika partvonalának feltérképezése. 

## További expedíciói

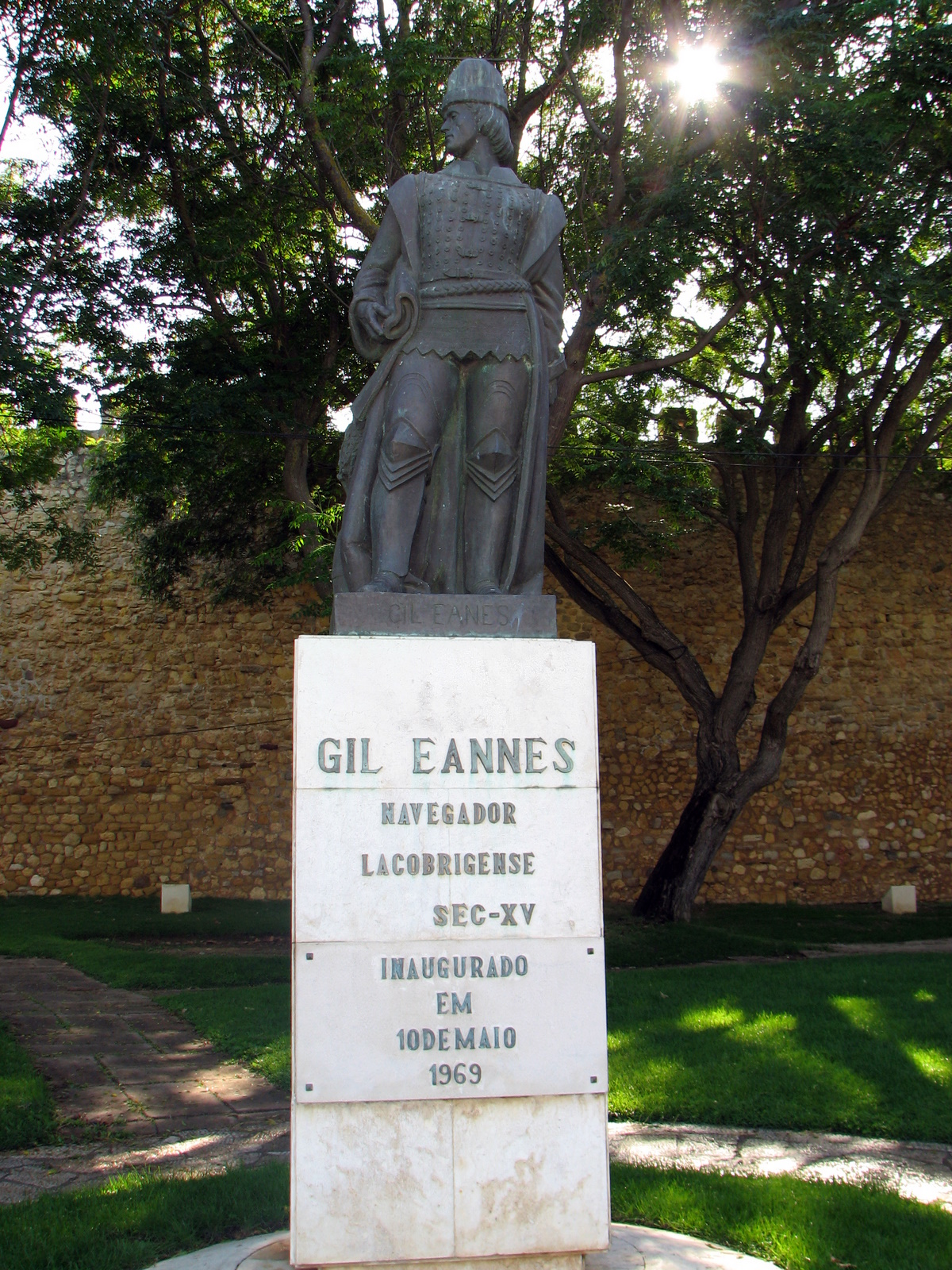
Gil Eanes szobra szülővárosában, Lagosban

1435-ben Eanes újabb útra indult Afonso Gonçalves Baldaia, a herceg pohárnoka kíséretében. Ezúttal 30 leaguára (144 km-re) vagy 50 leaguára (240 km-re) túlhaladtak a Bojador-fokon és az egyébként lakatlanul talált partvidéken emberi tevékenység nyomaira leltek. Partraszállásuk helyét az ottani halakról Angra dos Ruivos-nak (Vörösfejű-öbölnek) nevezték el. Ezután hazatértek, de még ugyanebben az évben megint útra keltek. Ezúttal az Angra dos Ruivostól 40 mérföldre délre kötöttek ki és két lovas apródot küldtek ki, hogy felderítsék a sivatagos tájat. Egynapi bolyongás után 19 helybelire találtak, akiket a parancsuk ellenére megtámadtak és akik egy barlangba húzódtak előlük. Eanes a felderítők visszatérése után másik csapatot küldött a barlanghoz, de a bennszülöttek addigra eltűntek. A kikötőhelyet Angra dos Cavallosnak (Lovak öblének) nevezték el. Innen 12 leaguányira délre egy folyó torkolatában fókákra vadásztak. Felfedeztek egy Otegadónak elnevezett kis sziklás szigetet, majd készleteik megfogyatkozása miatt visszatértek Portugáliába. 

## Fordítás
- Ez a szócikk részben vagy egészben  a   Gil Eanes című angol Wikipédia-szócikk ezen változatának fordításán alapul.  Az eredeti cikk szerkesztőit annak laptörténete sorolja fel. Ez a jelzés csupán a megfogalmazás eredetét és a szerzői jogokat jelzi, nem szolgál a cikkben szereplő információk forrásmegjelöléseként.